# Саутолл (станція)
51°30′22″ пн. ш. 0°22′42″ зх. д. / 51.506° пн. ш. 0.3783° зх. д.

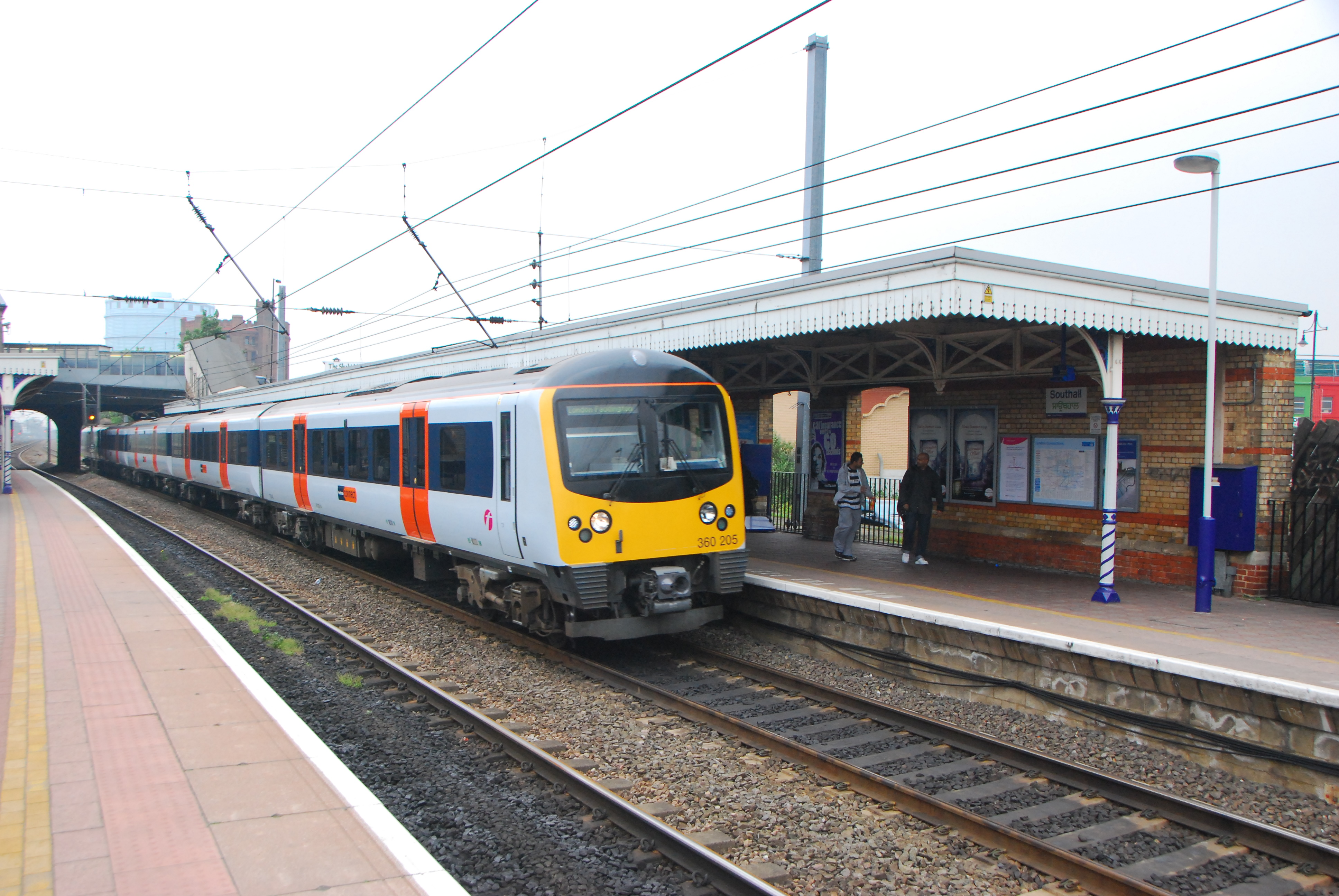
Платформа станції Саутолл

Саутолл (англ. Southall) — станція Great Western main line та Elizabeth line у Саутолл, Лондон, Велика Британія. Розташована у 4-й тарифній зоні, за 14.6 км від станції Паддінгтон. В 2017 році пасажирообіг станції становив 2.657 млн пасажирів
Станція має двомовну вивіску, через велику громаду пенджабців у місцевому районі, а саме: англ. Southall та пенджаб. ਸਾਊਥਾਲ  Інші двомовні вивіски є на станціях - Волсенд (латинська), Герефорд (валлійська) і Сент-Панкрас-Міжнародний, Еббсфліт-Міжнародний та Ашфорд-Міжнародний (всі французькою).
Станцію відкрито у складі Great Western Railway 1 травня 1839 року.

## Пересадки
Пересадки на автобуси маршрутів: 105, 120, 195, 482, E5, H32.

## Послуги
| Попередня станція    | Лінія | Лінія                                         | Лінія | Наступна станція |
| -------------------- | ----- | --------------------------------------------- | ----- | ---------------- |
| Гайес-енд-Гарлінгтон |       | Great Western Railway Great Western main line |       | Ілінг-Бродвей    |
| Гайес-енд-Гарлінгтон |       | Crossrail Elizabeth line                      |       | Ганвелл          |
| Гайес-енд-Гарлінгтон |       | Crossrail Elizabeth line                      |       | Вест-Ілінг       |